# Il tenente
Il tenente (Final Blackout) è un romanzo di fantascienza scritto da L. Ron Hubbard e pubblicato nel 1948.
Il romanzo è stato pubblicato in Italia anche con il titolo L'ultimo vessillo.

## Storia editoriale
Il romanzo fu inizialmente pubblicato in tre puntate a partire dall'aprile 1940 sulla rivista Astounding Science Fiction, La prima pubblicazione in volume si ebbe nel 1948 a cura dell'editoreThe Hadley Publishing Co. in una tiratura di 1 000 copie. Il libro fu ripubblicato nel 1988 dalla Author Services Inc., affiliata della Church of Spiritual Technology, in una edizione con copertina rigida.
Il romanzo ha ricevuto diverse critiche positive dai critici letterari, ed è considerato uno dei classici dell'epoca d'oro della fantascienza. Il Chicago Sun-Times e il Los Angeles Daily News lo recensirono in modo molto positivo e venne usato come testo di insegnamento nel California State Polytechnic University.
In Italia il romanzo è stato pubblicato per la prima volta nel 1965 con il titolo L'ultimo vessillo, ritradotto nel 1976 e pubblicato con il titolo Il tenente, quindi ristampato in anni successivi in entrambe le traduzioni e con entrambi i titoli, per un totale di 6 diverse edizioni.

## Trama
(L. Ron Hubbard, L'ultimo vessillo)
In un futuro distopico post-seconda guerra mondiale, un tenente è al comando di centosessantotto soldati di varie nazionalità raggruppati sotto le insegne britanniche della IV Brigata. Il Tenente e i suoi uomini combattono per sopravvivere in un'Europa devastata dalle armi atomiche e biologiche; vorrebbero tornare a casa ma non possono, perché il Continente è stato posto in quarantena, contaminato dal "mal del soldato", un'arma biologica sfuggita al controllo. I soldati della IV Brigata, lontani dalla Patria, si arrangiano per sopravvivere: da quattro anni non ricevono ordini e da sette sono stati sospesi gli approvvigionamenti. La Brigata viene raggiunta in Francia dal capitano Malcolm che informa il Tenente che tutti gli ufficiali ancora in Europa sono richiamati al quartier generale del corpo di spedizione britannico in Europa con le loro truppe per mettersi a rapporto con il generale Victor.
All'arrivo nella fortezza del quartier generale, dopo un lungo e travagliato viaggio costellato di scontri con altre truppe allo sbando, il Tenente viene separato dai suoi uomini e sollevato dal comando dal generale Victor. Confinato nei suoi alloggi, conosce altri ufficiali nella sua stessa condizione: da questi viene a sapere che la sua brigata sarà sciolta e i suoi soldati distribuiti in altre unità. Nel frattempo la IV Brigata, socializzando con soldati del quartier generale, viene a sapere che esiste un vaccino per il "mal del soldato" e scoprono i piani del generale Victor per sciogliere la loro unità. Gli uomini decidono di ribellarsi: affrontano le milizie a protezione del quartier generale e liberano il Tenente, che stimano profondamente e a cui loro tutti debbono la vita. Malcolm viene ucciso negli scontri e lo sconfitto generale Victor messo in fuga. La IV Brigata, cui si aggiungono altre truppe di sbandati e gli ufficiali confinati nella fortezza, si dirigono verso la Gran Bretagna e, sconfiggendo le resistenze, entrano a Londra. Il Tenente si impossessa del comando della Capitale e ben presto estende la sua dittatura militare su tutta l'Inghilterra e sul Galles.
L'autoritario governo del Tenente prosegue per anni riportando l'ordine e il benessere tra la popolazione che lo appoggia, fino a quando la corazzata USS New York proveniente dagli Stati Uniti, risale il Tamigi. A bordo vi sono due senatori statunitensi che vengono ricevuti dal Tenente: con velate minacce ne impongono la capitolazione e la sua sostituzione con un governo fantoccio con a capo il generale Victor. Il Tenente, conscio della schiacciante superiorità degli americani, negozia i termini della resa. Dopo aver avuto rassicurazioni che, in caso di morte di Victor e dei suoi accoliti, il governo sarebbe passato agli ufficiali della IV Brigata e dopo aver avuto garanzie sull'immigrazione controllata dei cittadini statunitensi in Gran Bretagna, il Tenente apre il fuoco sul generale Victor e sui suoi uomini uccidendoli. Il Tenente muore nello scontro che vede vittoriosi gli statunitensi che tuttavia, per rispettare l'impegno preso, lasceranno il potere in mano agli ufficiali britannici fedeli al Tenente, garantendo così l'indipendenza della Gran Bretagna dagli Stati Uniti.

## Altri media
Nel 1989 Christopher Cain ottenne una opzione per girare un film basato sul romanzo, e scrisse la sceneggiatura. Il film non vide mai la luce.
Nel 1991 fu pubblicato un audiolibro in cui la storia era letta da Roddy McDowall.

## Edizioni
- (EN) L. Ron Hubbard, Final Blackout, Hadley Publishing Company, 1948.
- L. Ron Hubbard, L'ultimo vessillo, collana Galassia, traduzione di Ugo Malaguti, n. 57, Casa editrice La Tribuna, 1965,  p. 224.
- L. Ron Hubbard, Il tenente, collana Urania, traduzione di Maria Benedetta De Castiglione, n. 701, Arnoldo Mondadori Editore, 1976,  p. 144.
- L. Ron Hubbard, L'ultimo vessillo, collana I classici della fantascienza, traduzione di Ugo Malaguti, n. 71, Libra editrice, 1982,  p. 194.
- L. Ron Hubbard, Il tenente, collana Classici Urania, traduzione di Maria Benedetta De Castiglione, n. 98, Arnoldo Mondadori Editore, 1985,  p. 142.
- L. Ron Hubbard, L'ultimo vessillo, collana Cosmo Serie Oro - Classici della Narrativa di Fantascienza, traduzione di Maria Benedetta De Castiglione, n. 150, Editrice Nord, 1996,  p. 190, ISBN 8842908762.
- L. Ron Hubbard, Il tenente, collana Urania Collezione, traduzione di Maria Benedetta De Castiglione, n. 075, Arnoldo Mondadori Editore, 2009,  p. 194.